# Anna Connelly
Anna Connelly fou una inventora nord-americana de Pennsylvania. És coneguda per haver patentat l'escala contra incendis.

## Biografia
De pares anglesos, nasqué a Filadèlfia, Pennsylvania, el 3 de setembre de 1868. Es creu que va viure en aquella ciutat fins al final dels seus dies morint l'abril de l'any 1969 als 100 anys.

## L'escala contra incendis
En 1860, diverses famílies moriren a causa d'un incendi ocorregut en un forn de Nova York que afectà a les seues cases. Per tal d'aconseguir una solució, s'hi aprovà una llei de seguretat contra incendis presentada pels legisladors que deia: "Els balcons ignífugs s'han de connectar per escales ignífugues", la qual cosa suposà un cost elevat per als propietaris". Anna Connelly, conscient del problema, va veure la necessitat d'una solució millor. Estava decidida a crear un disseny d'escapament d'incendis eficaç que es poguera adoptar àmpliament per millorar la seguretat dels edificis a les ciutats.

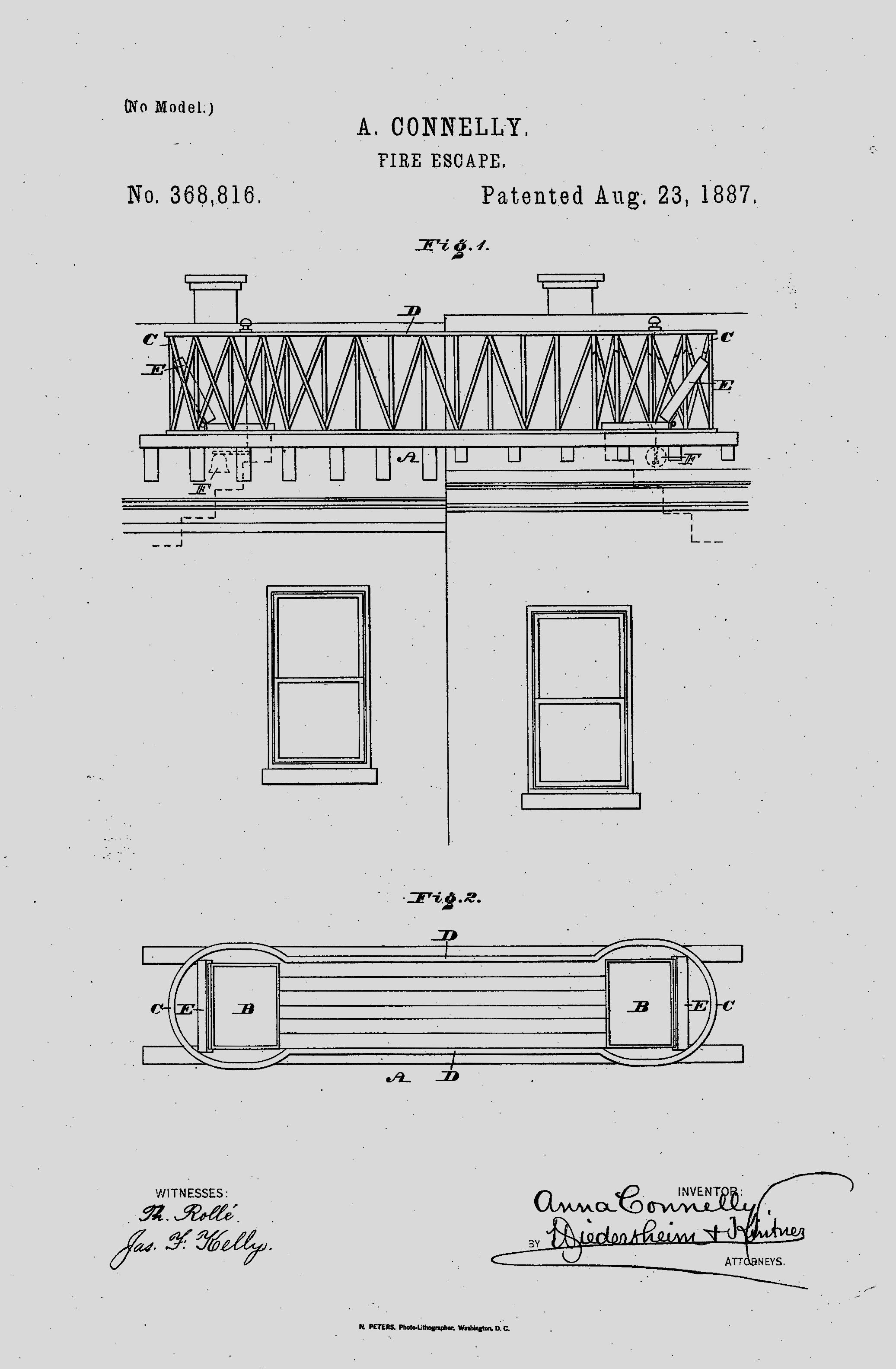
Plànol de l'escala contra incendis d'Anna Connelly.

El 1870, la llei canvià. Tots els edificis públics havien de disposar d'un sistema resistent com a parament contra incendis per a totes les plantes. El dispositiu d'Anna Connelly foren patentats l'agost de 1877 amb el número 386.816A. L'invent consistia en col·locar una plataforma en la qual es podia escapar de l'edifici en flames a una compartiment i baixar les escales abans que el foc arribara. Amb el temps, el seu disseny evolucionà cap a un sistema més segur i fiable, que consistia en una sèrie de plataformes metàl·liques adossades al lateral d'un edifici i connectades per una sèrie d'escales. La innovació més gran fou que l'escala es construira de ferro, un element ignífug i resistent a grans pesos. El disseny d'escapament d'incendis d'Anna Connelly guanyà ràpidament popularitat i prompte s'instal·là en molts edificis del país i fou adoptat per diversos departaments d'arreu del país.